# São Lourenço do Oeste
São Lourenço do Oeste este un oraș în Santa Catarina (SC), Brazilia.